# Дрё
Дрё (фр. Dreux) — город во французском департаменте Эр и Луар (Орлеана), на реке Блэз, в 74 км на запад от Парижа. 
Агломерация состоит из 78 коммун и насчитывает около 112 000 жителей. 

## История
Дрё очень старинный город; развалины старого замка; часовня, служащая усыпальницей Орлеанского дома. Первые подтвержденные упоминания о Дрё находятся в рукописях IV века. Дрё славился производством железных товаров, свеч, шляп, кожи. В 1562 году тут произошло сражение первой из религиозных войн между протестантами под начальством принца Конде и адмирала Колиньи и католической армией герцога де Гиза, окончившееся разгромом протестантов и пленением принца Конде. В 1593 году Дрё был взят приступом войсками Генриха IV. В ноябре 1870 года Дрё после битвы был взят германскими войсками под начальством великого герцога Мекленбургского Фридриха Франца II.

## Галерея

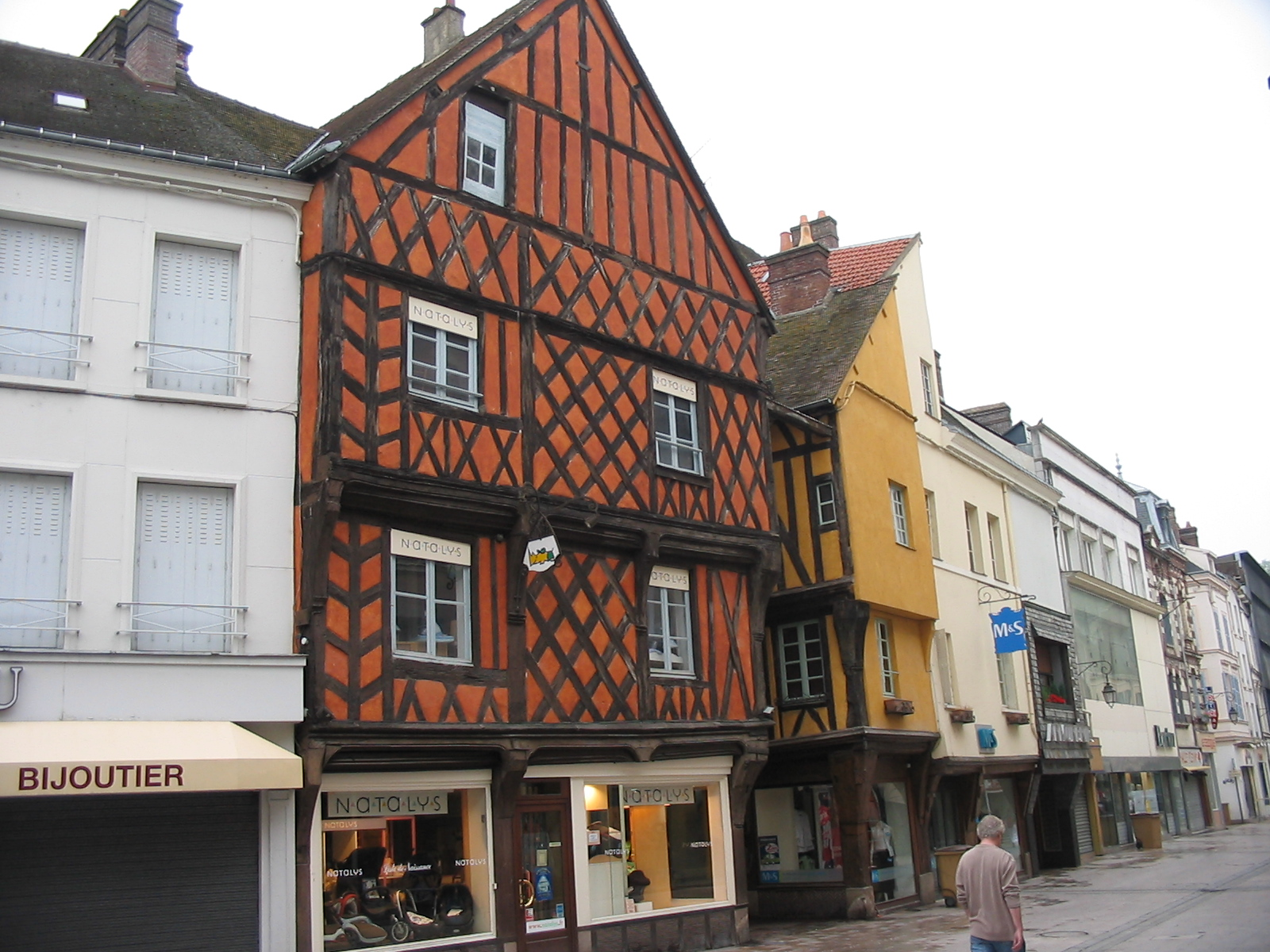
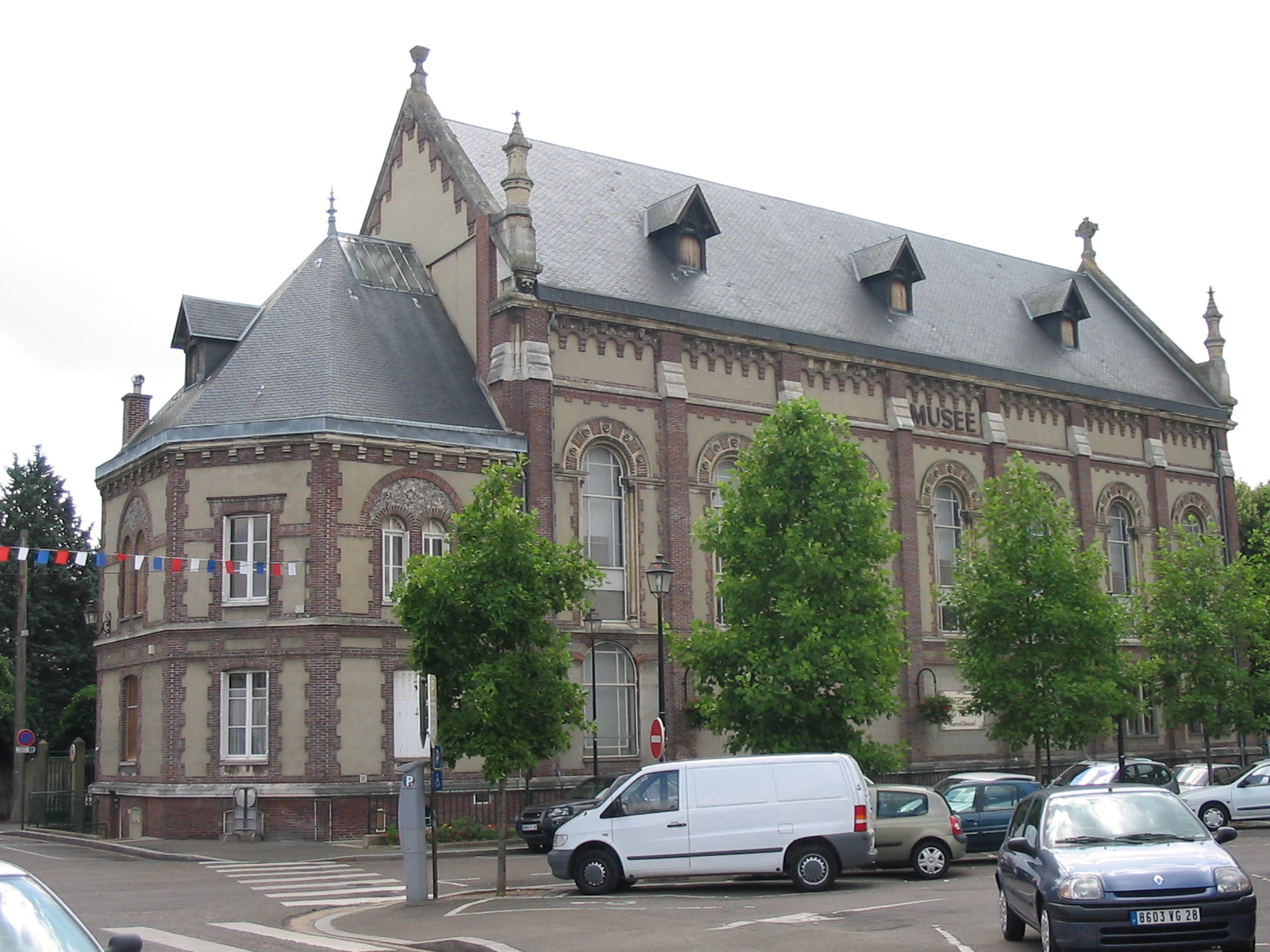
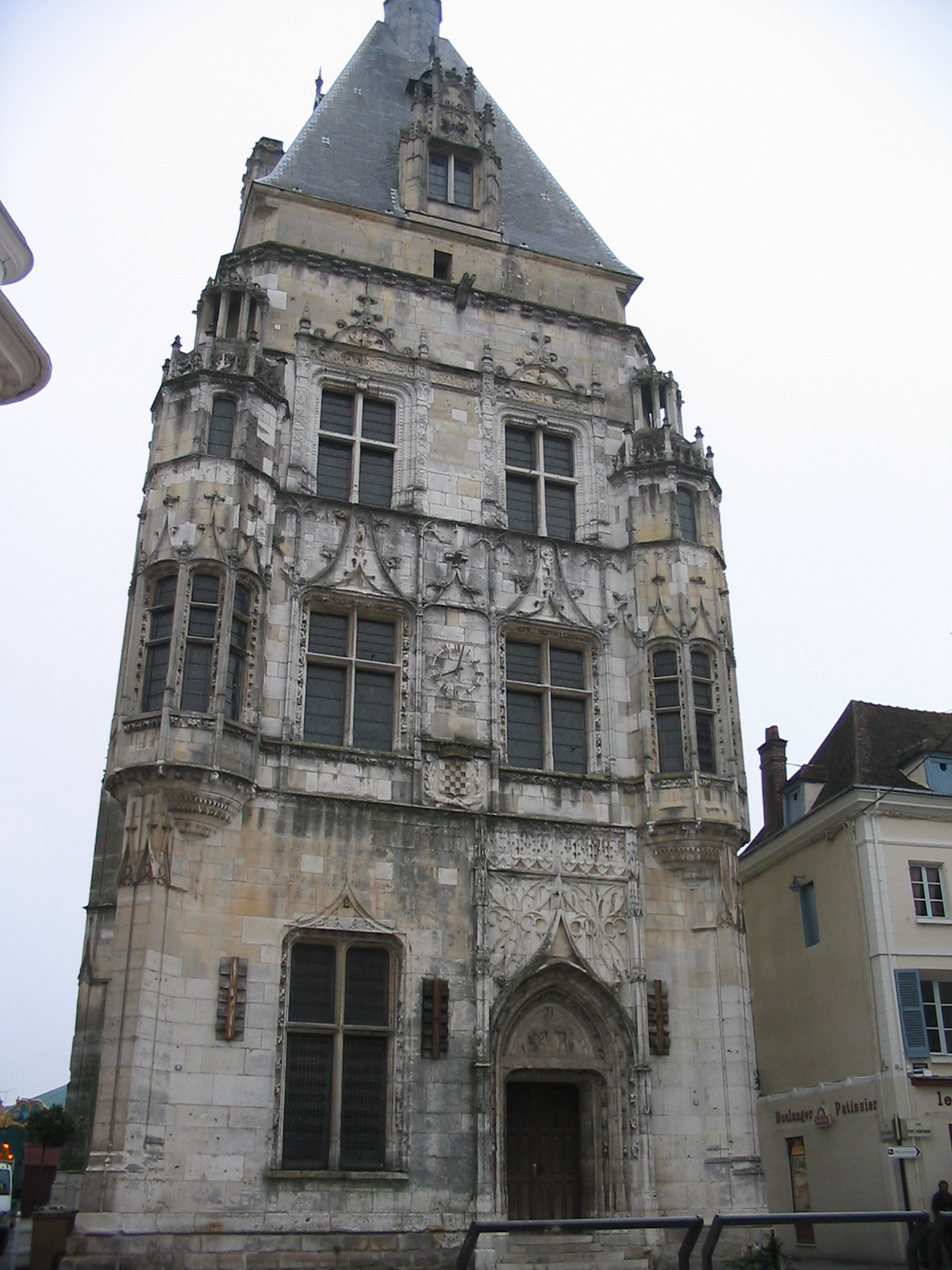
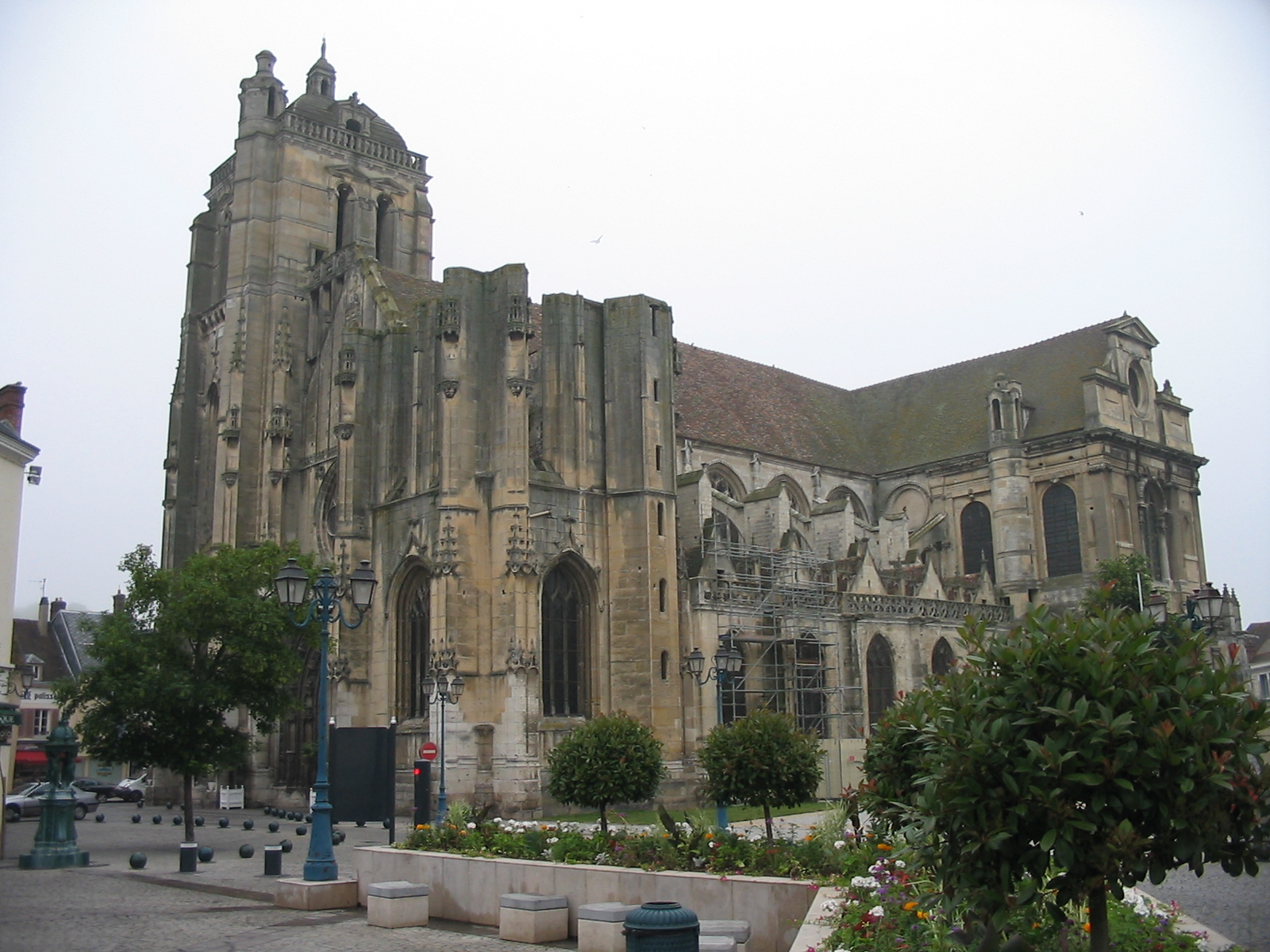
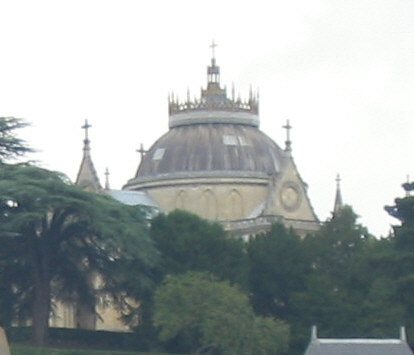
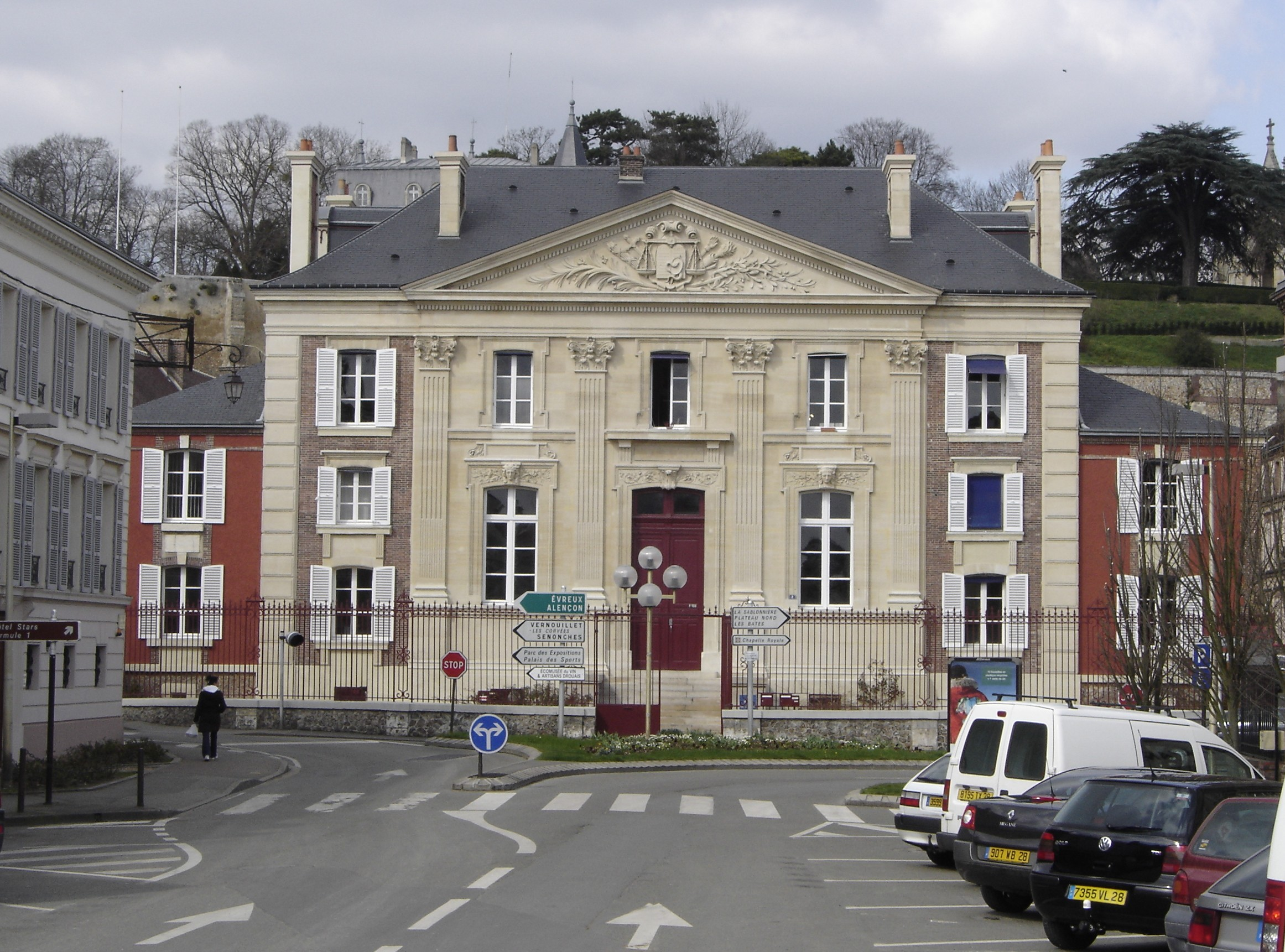